# فاطمة العقربي
فاطمة عقربي (مواليد 14 سبتمبر 1990 ) لاعبة كرة طائرة تونسية. وهي ضمن المنتخب منتخب تونس لكرة الطائرة للسيدات ولعبت في النادي النسائي بقرطاج في 2014.
كانت جزءًا من المنتخب الوطني التونسي في بطولة العالم لكرة الطائرة للسيدات 2014 في إيطاليا.

## الأندية
- النادي النسائي بقرطاج (2014)